# Centro Espacial John C. Stennis

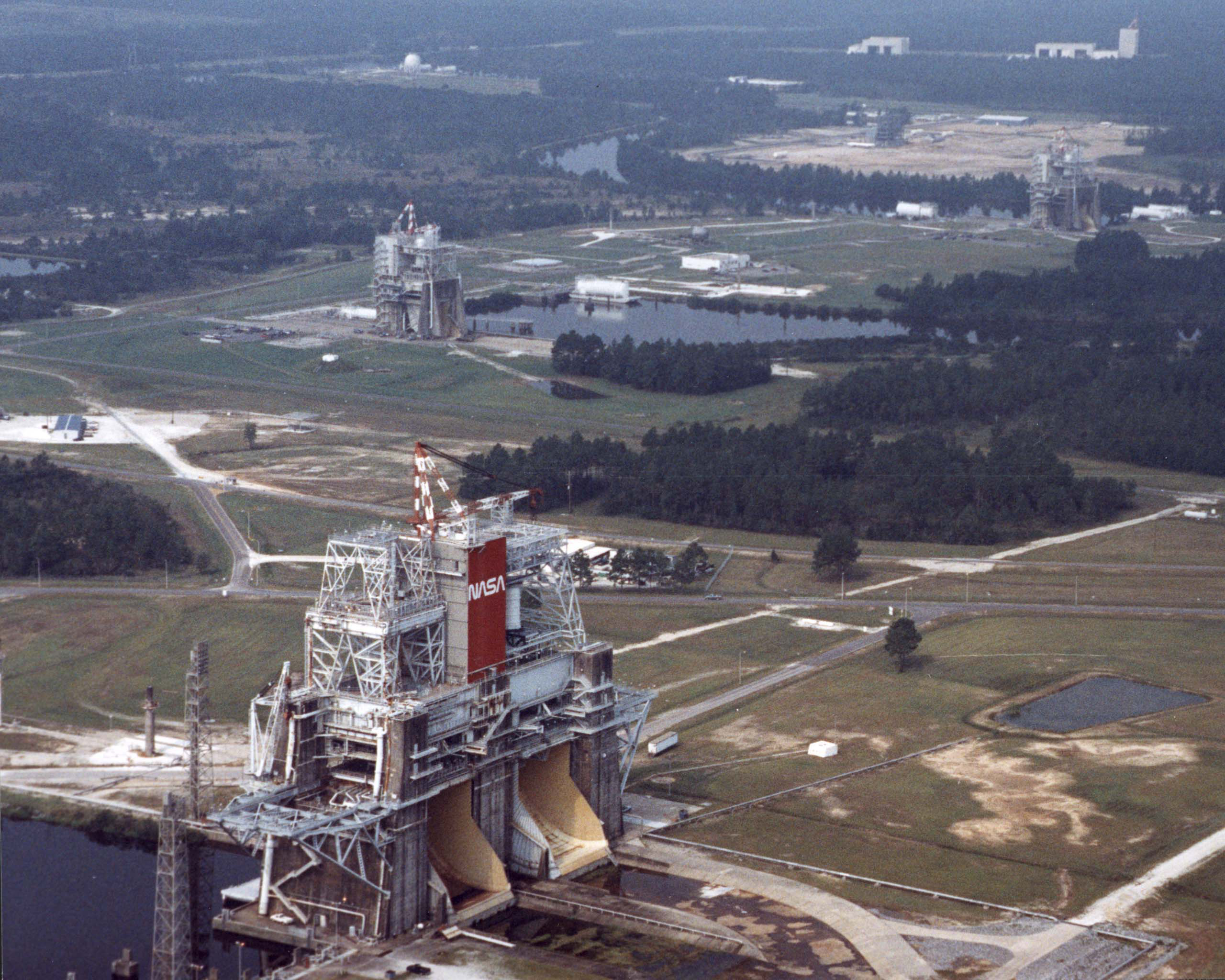
O estande de testes B-1 com as plataformas A-2 e A-1. Ao fundo o estande E-1, em 1991.

O Centro Espacial John C. Stennis (SSC), é um laboratório de teste de foguetes da NASA. Ele está localizado em Hancock, as margens do Rio Pearl, no Mississippi, perto da fronteira com a Louisiana. Ele é o maior Centro de teste de motores de foguetes da NASA.
Inaugurado em 1961, esse centro tem servido a várias empresas, de todo o Mundo, não só para testes de motores de foguetes, como também
testes de grandes turbinas de aviões, entre outros.

## Estandes de teste
- Motor do Ônibus espacial em teste no estande A-1.
- Construção do estande de teste A-2.
- Estandes B-1/B-2, com motores do Ônibus espacial, em 1987.
- Teste estático do motor do Ônibus espacial no estande A-1.
- Tanque de 132.489 litros para oxigênio líquido no estande A-3.
- Estágio S-II do Saturno V, no estande A-2.

1. ↑  Kelley, Mike (26 de setembro de 2012). «Scheuermann appointed new MSFC director». The Huntsville Times. Consultado em 28 de novembro de 2012